# Xã Friendship, Quận Greene, Arkansas
Xã Friendship (tiếng Anh: Friendship Township) là một xã thuộc quận Greene, tiểu bang Arkansas, Hoa Kỳ. Năm 2010, dân số của xã này là 822 người.